# Lincoln (Maine)
Lincoln é uma cidade  localizada no estado americano de Maine, no Condado de Penobscot.

## Demografia
Segundo o censo americano de 2000, a sua população era de 5221 habitantes.

## Localidades na vizinhança
O diagrama seguinte representa as localidades num raio de 48 km ao redor de Lincoln.